# 585 (tal)
585 är det naturliga heltal som följer 584 och följs av 586.

## Matematiska egenskaper
- 585 är ett udda tal.
- 585 är ett sammansatt tal.
- 585 är ett defekt tal.
- 585 är ett palindromtal i det decimala talsystemet.
- 585 är ett Ulamtal.
- 585 är ett Oktodekagontal.

## Inom vetenskapen
- 585 Bilkis, en asteroid.